# 1801

## أحداث
- 22 سبتمبر: تأسيس مدينة دولوريس، أوروغواي [الإنجليزية] وتقع حاليا في الأوروغواي.
- حصار فورت جوليان في الفترة ما بين 8 أبريل و19 أبريل.
- نهاية حرب التحالف الثاني في 1801 والتي بدأت في 1798.
- بداية الحرب الأمريكية في ساحل البحر المتوسط في 1801 والتي انتهت في 1815.
- خروج القوات الفرنسية من مصر بنهاية الحملة الفرنسية على مصر.

## مواليد
- بريغام يونغ
- جوستاف فخنر
- رفاعة الطهطاوي
- روبرت ج . وولكر
- عمانوئيل نوبل
- كارل إيجون إبرت
- فردريك باستيا - منظر ليبرالي كلاسيكي واقتصادي.
- 20 مارس - نابليون الثاني بباريس.

## وفيات
- المعلم يعقوب
- سليمان الحلبي
- مراد بك
- أبو علي الحائري
- محمد زيني البغدادي